# 帕帕戈 (亞利桑那州)
帕帕戈（英語：Papago）是位於美國亞利桑那州馬里科帕縣的一個非建制地區。該地的面積和人口皆未知。

## 地理
帕帕戈的座標為33°06′15″N 113°08′21″W / 33.10417°N 113.13917°W，而該地的平均海拔高度為200米（即656英尺）。